# Maxillaria quadrata
Maxillaria quadrata är en orkidéart som beskrevs av Oakes Ames och Donovan Stewart Correll. Maxillaria quadrata ingår i släktet Maxillaria och familjen orkidéer.
Artens utbredningsområde är Costa Rica. Inga underarter finns listade i Catalogue of Life.